# 라콩베르시옹역
라콩베르시옹역(프랑스어: Gare de La Conversion)은 스위스 보주의 뤼트리 지자체에 있는 기차역이다. 스위스 연방 철도의 표준궤 로잔-베른선의 중간 정류장이다.

## 운행편
2020년 12월 시간표 변경에 따라 라콩베르시옹에서 다음 서비스가 정차한다.
- RER 보 S4/S6 : 로잔과 팔레지유 간 30분 간격 운행; 알라망까지 매시간 운행; 평일 러시아워 서비스는 팔레지유에서 로몽까지 계속된다.